# デリリアス
デリリアス（Delirious）のリングネームで知られるウィリアム・ジョンストン（William Hunter Johnston、1980年12月19日 - ）は、アメリカ合衆国のプロレスラー。ペンシルベニア州フィラデルフィア出身。ROHやChikaraといったアメリカのインディ団体で活動していることで知られている。

## 来歴
GCW（Gateway Championship Wrestling）でトレーニングを積み、2001年7月19日にプロレスラーとしてデビュー。
2003年からIWAミッドサウス、ROH、TNA、Chikaraといった数多くの団体に参戦。多数のタイトルを獲得し、またROHではメインイベンターになるなどトップとして担い、レスリングスクールのコーチを担当するなど活躍。
日本での団体に積極的に参戦することでも知られ、大日本プロレス、ドラゴンゲート、NOAHに参戦。NOAHではジュニア・ヘビー級リーグ戦などのタイトルの掛かった試合に出場している。

## 得意技
シャドウズ・オーバー・ヒル
現在のフィニッシャー。
四つん這いの相手にクロスボディを喰らわせる必殺技。
ビゾロドライバー
デリリアスが使う代表的なフィニッシュムーブ。変型みちのくドライバーII
ケミカルインバランス
パンプハンドル・スラム
コブラストレッチ
コブラクラッチ
プレイング・マンティスボム
ダブルアンダーフック・パイルドライバー
バナナフォン
スモール・パッケージ・ホールド
ネバーエンディング・ストーリー
リーピング・クローズライン
イン・ビトロ・ファーティライゼーション
カッター
パニックアタック
ハイ・ニー

## 獲得タイトル
Chikara
- カンペオナトス・デ・パレージャス : 1回

w / ハロウィック
IWAミッドサウス
- IWAミッドサウスライトヘビー級王座 : 2回

他、米インディ団体を中心に多数のタイトルを獲得。